# Richard Åbrink
Knut Richard Åbrink (Knut Richard Åbrink; * 1. Januar 1889 in Björkvik, Katrineholm; † 9. Oktober 1973 in Nyköping) war ein schwedischer Speerwerfer.
Bei den Olympischen Spielen 1912 in Stockholm wurde er jeweils Sechster im Speerwurf mit seiner persönlichen Bestweite von 52,20 m und im beidarmigen Speerwurf.